# 임호경 (1952년)
임호경(林鎬炅, 1952년 4월 26일, 전라남도 화순군 ~ )은 대한민국의 정치인이다. 제40대 전라남도 화순군수였다.

## 생애
1952년 전라남도 화순군에서 태어났다. 화순초등학교, 화순중학교, 조선대학교 공업고등전문학교(현 조선이공대학교), 조선대학교 공과대학 금속공학과, 조선대학교 정책대학원 지방행정학 석사 과정을 졸업하였다. 대한석탄공사 소속 광부로 근무하면서 화순광업소 노동조합 지부장을 지냈다. 1998년 제2회 전국동시지방선거에서 새정치국민회의 후보로 전라남도의회 의원 선거에 출마하여 당선되었다. 2002년 제3회 전국동시지방선거에서 무소속으로 전라남도 화순군수 선거에 출마하여 당선되었다. 그러나 공직선거법 위반으로 2003년 군수직을 상실하였다. 2010년 제5회 전국동시지방선거에서 무소속으로 전라남도 화순군수 선거에 출마하였으나 무소속 전완준 후보에 밀려 낙선하였다. 전완준의 공직선거법 위반으로 치러진 2011년 상반기 재보궐선거에서 무소속으로 전라남도 화순군수 선거에 출마하였으나 민주당 홍이식 후보에 밀려 낙선하였다. 2014년 제6회 전국동시지방선거에서 무소속으로 전라남도 화순군수 선거에 출마하였으나 새정치민주연합 구충곤 후보에 밀려 낙선하였다. 2018년 제7회 전국동시지방선거에서 민주평화당 후보로 전라남도 화순군수 선거에 출마하였으나 더불어민주당 구충곤 후보에 밀려 낙선하였다. 이후 민생당 소속이다.

## 학력
- 화순국민학교 졸업
- 화순중학교 졸업
- 조선대학교 금속공학과 학사 졸업

### 비학위 수료
- 조선대학교 정책대학원 지방행정학과 사회과학 석사 수료

## 경력
- 제25대 대한석탄공사 화순광업소 노조지부장
- 제26대 대한석탄공사 화순광업소 노조지부장
- 제27대 대한석탄공사 화순광업소 노조지부장
- 전라남도 태권도협회 이사
- 전라남도 지방노동위원회 공익위원
- 1998.07 ~ 2002.06 제6대 전라남도의회 의원
- 1998.07 ~ 2000.07 제6대 전라남도의회 전반기 경제건설위원회 위원
- 1998.07 ~ 2000.07 제6대 전라남도의회 전반기 예산결산특별위원회 위원
- 1999.11 ~ 1999.11 제6대 전라남도의회 경제건설위원회 행정사무감사 위원
- 1999.01 ~ 1999.01 제6대 전라남도의회 실업대책·고용창출특별위원회 위원
- 2000.07 ~ 2002.06 제6대 전라남도의회 후반기 경제건설위원회 위원장
- 2000.11 ~ 2000.12 제6대 전라남도의회 경제건설위원회 행정사무감사 위원장
- 2001.11 ~ 2001.12 제6대 전라남도의회 경제건설위원회 행정사무감사 위원장
- 2002.07 ~ 2004.01 제40대 전라남도 화순군 군수

## 전과
- 폭력행위등처벌에관한법률위반: 벌금 150만원 - 1996년 2월 22일 선고[1]
- 폭력행위등처벌에관한법률위반: 벌금 200만원 - 2002년 12월 9일 선고[1]
- 정당법위반, 공직선거및선거부정방지법위반: 징역 10월, 집행유예 2년 - 2003년 4월 17일 선고, 2008년 8월 15일 특별복권[1]

## 가족 관계
- 배우자: 이영남: 제41대 전라남도 화순군수

## 역대 선거 결과
|  | 84.57% |

|  | 56.34% |

|  | 35.64% |

|  | 38.84% |

|  | 25.00% |

|  | 29.68% |